# Campionati mondiali di freestyle 2011
I Campionati mondiali di freestyle 2011 sono stati la 14ª edizione della manifestazione. Si sono svolti a Deer Valley, negli Stati Uniti, dal 2 al 5 febbraio 2011.

## Risultati

### Uomini

#### Salti
| Posizione | Atleta           | Nazione     | Punti  |
| 1         | Warren Shouldice | Canada      | 253,66 |
| 2         | Qi Guangpu       | Cina        | 250,95 |
| 3         | Anton Kušnir     | Bielorussia | 269,63 |

Data: 4 febbraio 2011

#### Gobbe
| Posizione | Atleta             | Nazione | Punti |
| 1         | Guilbaut Colas     | Francia | 26,26 |
| 2         | Alexandre Bilodeau | Canada  | 25,66 |
| 3         | Mikaël Kingsbury   | Canada  | 25,57 |

Data: 2 febbraio 2011

#### Gobbe in parallelo
| Posizione | Atleta             | Nazione  |
| --------- | ------------------ | -------- |
| 1         | Alexandre Bilodeau | Canada   |
| 2         | Mikaël Kingsbury   | Canada   |
| 3         | Nobuyuki Nishi     | Giappone |

Data: 5 febbraio 2011

#### Ski cross
| Posizione | Atleta                | Nazione   |
| --------- | --------------------- | --------- |
| 1         | Christopher Del Bosco | Canada    |
| 2         | Jouni Pellinen        | Finlandia |
| 3         | Andreas Matt          | Austria   |

Data: 4 febbraio 2011

#### Halfpipe
| Posizione | Atleta         | Nazione     | Punti |
| 1         | Michael Riddle | Canada      | 45,6  |
| 2         | Kevin Rolland  | Francia     | 45,2  |
| 3         | Simon Dumont   | Stati Uniti | 43,2  |

Data: 5 febbraio 2011

#### Slopestyle
| Posizione | Atleta          | Nazione     | Punti |
| 1         | Alex Schlopy    | Stati Uniti | 41,8  |
| 2         | Sam Carlson     | Stati Uniti | 41,5  |
| 3         | Russell Henshaw | Australia   | 41,2  |

Data: 3 febbraio 2011

### Donne

#### Salti
| Posizione | Atleta       | Nazione | Punti  |
| 1         | Cheng Shuang | Cina    | 188,40 |
| 2         | Xu Mengtao   | Cina    | 188,23 |
| 3         | Olha Wolkowa | Ucraina | 178,59 |

Data: 4 febbraio 2011

#### Gobbe
| Posizione | Atleta          | Nazione     | Punti |
| 1         | Jennifer Heil   | Canada      | 24,35 |
| 2         | Hannah Kearney  | Stati Uniti | 24,31 |
| 3         | Kristi Richards | Canada      | 23,71 |

Data: 2 febbraio 2011

#### Gobbe in parallelo
| Posizione | Atleta                | Nazione     |
| --------- | --------------------- | ----------- |
| 1         | Jennifer Heil         | Canada      |
| 2         | Chloé Dufour-Lapointe | Canada      |
| 3         | Hannah Kearney        | Stati Uniti |

Data: 5 febbraio 2011

#### Ski cross
| Posizione | Atleta        | Nazione |
| --------- | ------------- | ------- |
| 1         | Kelsey Serwa  | Canada  |
| 2         | Julia Murray  | Canada  |
| 3         | Anna Holmlund | Svezia  |

Data: 4 febbraio 2011

#### Halfpipe
| Posizione | Atleta              | Nazione     | Punti |
| 1         | Rosalind Groenewoud | Canada      | 44,7  |
| 2         | Jennifer Hudak      | Stati Uniti | 42,1  |
| 3         | Keltie Hansen       | Canada      | 38,8  |

Data: 5 febbraio 2011

#### Slopestyle
| Posizione | Atleta      | Nazione     | Punti |
| 1         | Anna Segal  | Australia   | 43,4  |
| 2         | Kaya Turski | Canada      | 41,7  |
| 3         | Keri Herman | Stati Uniti | 41,0  |

Data: 3 febbraio 2011

## Medagliere
| Pos.   | Paese       | Oro | Argento | Bronzo | Totale |
| ------ | ----------- | --- | ------- | ------ | ------ |
| 1      | Canada      | 8   | 5       | 3      | 16     |
| 2      | Stati Uniti | 1   | 3       | 3      | 7      |
| 3      | Cina        | 1   | 2       | 0      | 3      |
| 4      | Francia     | 1   | 1       | 0      | 2      |
| 5      | Australia   | 1   | 0       | 1      | 2      |
| 6      | Finlandia   | 0   | 1       | 0      | 1      |
| 7      | Giappone    | 0   | 0       | 1      | 1      |
| 7      | Austria     | 0   | 0       | 1      | 1      |
| 7      | Svezia      | 0   | 0       | 1      | 1      |
| 7      | Ucraina     | 0   | 0       | 1      | 1      |
| 7      | Bielorussia | 0   | 0       | 1      | 1      |
| Totale | Totale      | 12  | 12      | 12     | 36     |